# スターリング・ポンド
スターリング・ポンド（英: pound sterling）は、イギリスの通貨。
通貨単位としてのポンドは、本国を旧宗主国とするイギリス連邦諸国で用いられ、エジプトなどでは現在も用いられているが、単にポンドというと通常イギリスのポンドのことを示す。
通貨記号は £、国際通貨コード (ISO 4217) は、GBPであるが、STGとも略記する。
呼称としてはポンド、スターリングの他にクィド (quid) が用いられることがある。日本ではイギリス・ポンド、または英ポンド（えいポンド）、UKポンドと呼ばれることも多い。

## 名称
通貨名は、古代の銀貨の質量に由来する。8世紀にマーシア王オファがフランク王国のドゥニエ貨幣にならって1ペニーウェイト（1ポンドの1/240）の銀を含む銀貨を鋳造したのをはじめとする。ただし当時の1ポンドは現在の1ポンドとは質量が異なる。
ポンドを表す記号 £ は、1ポンドにあたるラテン語「libra（リーブラ、元は「天秤」「はかり」の意）」の頭文字に由来する。
スターリングシルバーという言葉が使われるが、これは19世紀までのイギリスの銀貨と同じ品位の銀（銀含有量92.5%）を表す言葉である。

## 概要
補助単位はペニー (penny/複数形: ペンス = pence) で、1971年より1ポンドは100ペンスである（過去のポンドの項を参照）。
USドルが世界の決済通貨として使われるようになる以前は、イギリス帝国の経済力を背景に、国際的な決済通貨として使われた。イギリスの欧州連合加盟に伴い、ヨーロッパの共通通貨であるユーロにイギリスが参加するかどうかが焦点となったが、イギリス国内に反対が多く、1990年に参加した欧州為替相場メカニズムから僅か2年で離脱するなどして通貨統合は見送られた。
対日本円で変動相場制を採用している。以前の固定相場制の頃は、当初1ポンド1,008円（1949年 - 1967年）、後に864円（1967年 - 1971年）だった。
なお2007年1月下旬に、1ポンドが241円40銭だったが、2007年3月2日には226円95銭と、1ポンドあたり約14円も下落しているように、為替変動の幅の大きい通貨である。2007年6月は約240円 - 246円で推移し、7月に入ってからは一時251円に達した。その後サブプライムローンショックによる影響も大きく、徐々に下落して2008年3月17日には192円台を記録。ポンド安が落ち着いた所へ、9月からの世界金融危機により徐々に大きく落ち込み、2008年10月に一時138円台にまで落ち込んだ。
さらに2009年1月23日 (GMT) には、1995年4月の史上最安値を14年ぶりに更新し、初めて118円台に突入。18か月でポンド/円レートが133円、半値以下まで下落した事になる。2016年のイギリスの欧州連合離脱是非を問う国民投票で、離脱派が多数になったことから、ポンドと自国通貨との両替を取りやめた両替商が多発した。

## 紙幣
イングランド銀行の発券する紙幣は5ポンド・10ポンド・20ポンド・50ポンドの4種類であるが、主に市中に流通しているのは20ポンド以下の紙幣である。
現在の紙幣は2016年9月から2021年6月にかけて順次発行された「シリーズG」。全てポリマー紙幣であり、表面にはイギリスの君主（エリザベス2世、2024年6月よりチャールズ3世）の肖像、裏面に歴史上の人物が描かれている。
- 5ポンド（2016年、ターコイズ・ブルー）： ウィンストン・チャーチル（Winston Churchill、第61代イギリス首相）
- 10ポンド（2017年、橙）： ジェイン・オースティン（Jane Austen、小説家）
- 20ポンド（2020年、紫）： ジョゼフ・マロード・ウィリアム・ターナー（Joseph Mallord William Turner、ロマン主義の画家）
- 50ポンド（2021年、赤）： アラン・チューリング（Alan Turing、数学者、暗号研究者、計算機科学者、哲学者）

この他にスコットランドと北アイルランドの商業銀行計6行が独自に発行する紙幣がある。額面の種類は発券銀行によって異なり、1ポンドや100ポンドの紙幣も存在する。これらの紙幣はイングランド国内で使用できることがあるが、受け取りの法的義務が無い為、受け取りを拒否されるかイングランド銀行の紙幣への両替を勧められることも多い。
なお、1971年以降の紙製の旧紙幣は法定通貨ではないが現在も有効であり、中央銀行（1971年以降の全ての紙幣）や地方銀行・郵便局（「シリーズG」発行直前の紙幣のみ）などの公的機関で両替が可能である。
また、超高額紙幣として、銀行間のみ（イングランド銀行発、アイルランド銀行やスコットランド銀行行き）で使用される1億ポンド紙幣が存在する。用途は主として銀行券発行力証明。

## 硬貨
王立造幣局 (Royal Mint) にて発行されている硬貨は、1ペニー・2・5・10・20・50ペンス、1・2ポンドの8種類である。中世からの伝統に則り、全ての硬貨の表面にはイギリスの君主の肖像と称号のラテン語訳が刻印されている。主に市場に流通しているのは10ペンス以上で、インフレーションや電子決済の普及によって10ペンス未満の少額硬貨はあまり用いられない傾向にある。特に1ペニー硬貨と2ペンス硬貨は新規鋳造が停止されるほど流通量が漸減しており、廃止論も出ている。
硬貨は定期的に刷新されており、1990年代に5、10、50ペンス硬貨のサイズが縮小され、1992年に1ペニー・2ペンス、2010年代初頭に5・10ペンス硬貨の材質が低コストなものに変更され、2017年には偽造の多発を受けて1ポンド硬貨が丸型から十二角形のバイメタル貨に刷新された。
裏面に描かれる絵柄は年代ごとによって大きく異なり、2008年以前は王室に関する様々な紋章・徽章に由来する図柄、2008年からはイギリスの紋章のエスカッシャン（シールド）部分を各硬貨ごとに分けて描いたパズルのような図柄（50ペンス以下のみ）、そしてチャールズ3世即位後の2023年からはイギリスにゆかりのある動植物の姿が描かれている。
現在流通している硬貨は以下の通り。
| 額面     | 形状     | 直径    | 重量  | 材質                                | 表面の図柄    | 裏面の図柄                         | 発行年 |
| -------- | -------- | ------- | ----- | ----------------------------------- | ------------- | ---------------------------------- | ------ |
| 1ペニー  | 丸       | 20.3mm  | 3.56g | 青銅                                | エリザベス2世 | 落とし格子                         | 1971-  |
| 1ペニー  | 丸       | 20.3mm  | 3.56g | 銅メッキ鋼                          | エリザベス2世 | 落とし格子                         | 1992-  |
| 1ペニー  | 丸       | 20.3mm  | 3.56g | 銅メッキ鋼                          | エリザベス2世 | 国章の左下部分                     | 2008-  |
| 1ペニー  | 丸       | 20.3mm  | 3.56g | 銅メッキ鋼                          | チャールズ3世 | ヨーロッパヤマネ                   | 2023-  |
| 2ペンス  | 丸       | 25.9mm  | 7.12g | 青銅                                | エリザベス2世 | プリンス・オブ・ウェールズの羽根   | 1971-  |
| 2ペンス  | 丸       | 25.9mm  | 7.12g | 銅メッキ鋼                          | エリザベス2世 | プリンス・オブ・ウェールズの羽根   | 1992-  |
| 2ペンス  | 丸       | 25.9mm  | 7.12g | 銅メッキ鋼                          | エリザベス2世 | 国章の右上部分                     | 2008-  |
| 2ペンス  | 丸       | 25.9mm  | 7.12g | 銅メッキ鋼                          | チャールズ3世 | リスとマツの枝                     | 2023-  |
| 5ペンス  | 丸       | 18mm    | 3.25g | 白銅                                | エリザベス2世 | 冠とアザミ                         | 1990-  |
| 5ペンス  | 丸       | 18mm    | 3.25g | 白銅                                | エリザベス2世 | 国章の中央部分                     | 2008-  |
| 5ペンス  | 丸       | 18mm    | 3.25g | ニッケルメッキ鋼                    | エリザベス2世 | 国章の中央部分                     | 2011-  |
| 5ペンス  | 丸       | 18mm    | 3.25g | ニッケルメッキ鋼                    | チャールズ3世 | オークの枝                         | 2023-  |
| 10ペンス | 丸       | 24.5mm  | 6.5g  | 白銅                                | エリザベス2世 | 冠を頂くライオン                   | 1992-  |
| 10ペンス | 丸       | 24.5mm  | 6.5g  | 白銅                                | エリザベス2世 | 国章の左上部分                     | 2008-  |
| 10ペンス | 丸       | 24.5mm  | 6.5g  | ニッケルメッキ鋼                    | エリザベス2世 | 国章の左上部分                     | 2012-  |
| 10ペンス | 丸       | 24.5mm  | 6.5g  | ニッケルメッキ鋼                    | チャールズ3世 | ヨーロッパオオライチョウ           | 2023-  |
| 20ペンス | 七角形   | 21.4mm  | 5g    | 白銅                                | エリザベス2世 | 冠を頂くテューダー・ローズ         | 1982-  |
| 20ペンス | 七角形   | 21.4mm  | 5g    | 白銅                                | エリザベス2世 | 国章の右下部分                     | 2008-  |
| 20ペンス | 七角形   | 21.4mm  | 5g    | 白銅                                | チャールズ3世 | ニシツノメドリ                     | 2023-  |
| 50ペンス | 七角形   | 27.3mm  | 8g    | 白銅                                | エリザベス2世 | 女神ブリタニアとライオン           | 1997-  |
| 50ペンス | 七角形   | 27.3mm  | 8g    | 白銅                                | エリザベス2世 | 国章の中央下部分                   | 2008-  |
| 50ペンス | 七角形   | 27.3mm  | 8g    | 白銅                                | チャールズ3世 | タイセイヨウサケ                   | 2023-  |
| 1ポンド  | 十二角形 | 23.43mm | 8.75g | 外周：洋白 内周：ニッケルメッキ黄銅 | エリザベス2世 | バラ、アザミ、リーキ、シャムロック | 2017-  |
| 1ポンド  | 十二角形 | 23.43mm | 8.75g | 外周：洋白 内周：ニッケルメッキ黄銅 | チャールズ3世 | セイヨウミツバチ                   | 2023-  |
| 2ポンド  | 丸       | 28.4mm  | 12g   | 外周：洋白 内周：白銅               | エリザベス2世 | 歯車や彩紋、「巨人の肩の上に立つ」 | 1998-  |
| 2ポンド  | 丸       | 28.4mm  | 12g   | 外周：洋白 内周：白銅               | エリザベス2世 | 女神ブリタニア                     | 2015-  |
| 2ポンド  | 丸       | 28.4mm  | 12g   | 外周：洋白 内周：白銅               | チャールズ3世 | バラ、アザミ、リーキ、シャムロック | 2023-  |

50ペンス硬貨と2ポンド硬貨はほぼ毎年図柄の異なる記念硬貨が発行され、通常硬貨に混ざって流通するかプルーフ貨幣としてケース販売されている。
また、イギリスの海外領土や王室属領で流通している通貨のうちスターリング・ポンドと等価で固定されている通貨（ジブラルタル・ポンドなど）の多くは1ポンド以外の全ての硬貨が対応するスターリング・ポンド硬貨と形状・直径・材質が同一であり、イギリス本国での使用はできない（つまり外貨扱い）と規定されているにもかかわらずごく稀に流通していることがある。

### 過去の硬貨
過去に流通していた硬貨は以下の通りである。紙幣とは異なり旧硬貨の交換を保証する法的義務が存在せず、これらは全て法定通貨としての価値を失っている。1990年代以前のハーフペニー・旧ペンス硬貨は勿論のこと、2017年に発行が終了した丸型の旧1ポンド硬貨についても同年10月15日の交換期限を以て廃貨となっており、現貨幣への両替は不可能となっている。
- ハーフペニー（1/2ペニー）（青銅貨、1984年発行終了）：王冠
- 大型5ペンス[注 3]（白銅貨、23.59mm、1990年発行終了）: アザミ冠紋章（スコットランドの国花）
- 大型10ペンス[注 3]（白銅貨、28.5mm、1992年発行終了）: 冠を頂くライオン（国章のクレスト部分）
- 大型50ペンス（白銅貨、30mm、1997年発行終了）: 七角形（ルーローの七角形）の硬貨。ブリタニア（大英帝国を象徴する女神）とライオン
- 丸型1ポンド（洋白[注 4]貨、2017年発行終了）: 2008年までは発行年ごとにデザインが異なり、連合王国の紋章と、スコットランド、ウェールズ、北アイルランド、イングランドをそれぞれ代表する意匠が順に使われてきた。2008年以降も異なる絵柄の1ポンド硬貨が発行されたが、発行数が少なく抑えられた記念硬貨としての発行であった。
  - 植物 (1984-1987, 1989-1992)=スコットランドのアザミ、ウェールズのリーク、北アイルランドの亜麻、イングランドのオーク。
  - 王家の紋章 (1994-1997, 1999-2002)=スコットランドのライオン（英語版）、ウェールズのドラゴン、北アイルランドのケルト十字、イングランドの三頭のライオン。
  - 代表的な橋 (2004-2007)=スコットランドのフォース橋、ウェールズのメナイ吊橋、北アイルランドのエジプシャン・アーチ（英語版）、イングランドのゲーツヘッド・ミレニアム橋（英語版）。
  - 硬貨の側面に描かれる文字 (1983-2016)=連合王国、イングランド、北アイルランド「DECUS ET TUTAMEN（装飾と守護）」、スコットランド「NEMO ME IMPUNE LACESSIT（何人も咎無く我を害せず）」、ウェールズ「PLEIDIOL WYF I'M GWLAD（我は国に忠実なり）」、2004年から2007年は橋を様式化した紋様、2008年以降の通常発行分は全て「DECUS ET TUTAMEN（装飾と守護）」[注 5]

なお、この他に旧通貨システムによるクラウン銀貨やソブリン金貨、それにモーンディ・マネー（Maundy money）と呼ばれる王室洗足式の儀式用に鋳造される1ペニーから4ペンスまでの4枚の銀貨セットが発行される場合があるが、いずれも流通用ではなく、コレクター向けのアイテムである。また、ブリタニア金貨を始めとした様々な絵柄の地金型金貨・収集型金貨や銀貨が投資家・コレクター向けに発行されている。

## 過去のポンド

十進法化以前のポンドを基準とした単位体系

1971年までの補助通貨の単位体系は1ポンド=20シリング(s, /)=240ペンス(d)=960ファージングという、二十進法と十二進法と四進法を組み合わせたものであった。これは中世の時代からヨーロッパで使用されていたカロリング朝の貨幣制度に倣ったものであり、イギリスを始めとした西ヨーロッパ諸国はその制度を千年以上にわたって貨幣に適用していた。
この単位体系は十進法よりも約数が多く、あらゆる金額の等分割が容易であるという利点を持っていたが、十進法を用いた通貨が徐々に一般的になるにつれて、下位の補助通貨単位から上位の補助通貨単位への変換等といった金額の計算が複雑になるデメリットが顕在化し、19世紀中頃より補助通貨の十進化について議論が行われ始め、1971年2月13日に1ポンド=100ペンスに切り替えられ、ペンス以外の補助通貨単位は全て廃止された。イギリスとアイルランドで通貨補助単位の変更を行ったこの日を「デシマル・デー（十進法の日）」と称している。
古い補助貨幣はこのほか、クラウン (crown)、フローリン (florin)、グロート (groat)、ギニー (guinea) がある。1クラウン=5シリング、1フローリン=2シリング、1グロート=4ペンス、1ギニー=21シリングに相当した。イギリスでは、1817年にソブリン金貨が本位金貨として鋳造され、この金貨を1ポンドに流通させ、自由鋳造、自由融解を認める唯一の無制限法貨としたが、ギニー金貨も引き続き流通することになり、この時、価値が21シリングと定められた。因みに1ポンドは前述の通り20シリングであった。第一次世界大戦後にアメリカ合衆国ドルに取って代わられるまで、世界で最も信用の高い国際通貨であった。

### 過去の貨幣
以下に十進化前まで流通していた貨幣を挙げる。いずれも現在は廃貨となっている。

#### 硬貨
- ファージング（1/4ペニー、1860年-1956年）：ミソサザイ
- ハーフペニー（英語版）（1/2ペニー、1860年-1967年）：帆船ゴールデン・ハインド
- 1ペニー（英語版）（1860年-1970年）：女神ブリタニア
- 3ペンス（英語版）（1937年-1970年）：落とし格子。十二角形の硬貨。
- 6ペンス（1947年-1970年）：バラ、アザミ、リーキ、シャムロック。十進化前のイギリスで最も普遍的に流通していた硬貨であり、その文化的影響の大きさに配慮して十進化後の1980年6月30日まで2.5新ペンスとして法的価値を有した。
- 1シリング（英語版）（1947年-1970年）：イングランド、もしくはスコットランドの国章（発行年で異なる）、後の旧5ペンスと同一価値・寸法。
- 2シリング（1947年-1970年）：中央にテューダー・ローズ、周囲に植物の彩紋、後の旧10ペンスと同一価値・寸法。
- ハーフクラウン（2シリング6ペンス、1947年-1970年）：王冠と国章のエスカッシャン

#### 紙幣
- 10シリング：現在の50ペンス。
- 1ポンド
- 5ポンド
- 10ポンド

## 為替レート
| 対ドル |  | 対円 |
| 対ドル |  | 対円 |

## 外貨準備
スターリング・ポンドは世界各国において外貨準備として用いられている。各国主要通貨との比率推移は以下の通りである。
| 表 話 編 歴                | 2019                                                                                | 2018   | 2017   | 2016   | 2015   | 2014   | 2013   | 2012   | 2011   | 2010   | 2009   | 2008   | 2007   | 2006   | 2005   | 2004   | 2003   | 2002   | 2001   | 2000   | 1995   | 1990   | 1985   | 1980   | 1975   | 1970   | 1965   |
| アメリカ・ドル             | 60.75%                                                                              | 61.74% | 62.72% | 65.36% | 65.73% | 65.14% | 61.24% | 61.47% | 62.59% | 62.14% | 62.05% | 63.77% | 63.87% | 65.04% | 66.51% | 65.51% | 65.45% | 66.50% | 71.51% | 71.13% | 58.96% | 47.14% | 56.66% | 57.88% | 84.61% | 84.85% | 72.93% |
| ユーロ （1999年以前はECU） | 20.59%                                                                              | 20.67% | 20.16% | 19.13% | 19.14% | 21.20% | 24.20% | 24.05% | 24.40% | 25.71% | 27.66% | 26.21% | 26.14% | 24.99% | 23.89% | 24.68% | 25.03% | 23.65% | 19.18% | 18.29% | 8.53%  | 11.64% | 14.00% | 17.46% |        |        |        |
| 日本円                     | 5.87%                                                                               | 5.20%  | 4.89%  | 3.95%  | 3.75%  | 3.54%  | 3.82%  | 4.09%  | 3.61%  | 3.66%  | 2.90%  | 3.47%  | 3.18%  | 3.46%  | 3.96%  | 4.28%  | 4.42%  | 4.94%  | 5.04%  | 6.06%  | 6.77%  | 9.40%  | 8.69%  | 3.93%  | 0.61%  |        |        |
| イギリスポンド             | 4.64%                                                                               | 4.42%  | 4.54%  | 4.34%  | 4.71%  | 3.70%  | 3.98%  | 4.04%  | 3.83%  | 3.94%  | 4.25%  | 4.22%  | 4.82%  | 4.52%  | 3.75%  | 3.49%  | 2.86%  | 2.92%  | 2.70%  | 2.75%  | 2.11%  | 2.39%  | 2.03%  | 2.40%  | 3.42%  | 11.36% | 25.76% |
| 中国人民元                 | 1.86%                                                                               |        |        |        |        |        |        |        |        |        |        |        |        |        |        |        |        |        |        |        |        |        |        |        |        |        |        |
| カナダドル                 | 1.94%                                                                               | 1.84%  | 2.02%  | 1.94%  | 1.77%  | 1.75%  | 1.83%  | 1.42%  |        |        |        |        |        |        |        |        |        |        |        |        |        |        |        |        |        |        |        |
| オーストラリア・ドル       | 1.70%                                                                               | 1.62%  | 1.80%  | 1.69%  | 1.77%  | 1.59%  | 1.82%  | 1.46%  |        |        |        |        |        |        |        |        |        |        |        |        |        |        |        |        |        |        |        |
| スイス・フラン             | 0.15%                                                                               | 0.14%  | 0.18%  | 0.16%  | 0.27%  | 0.24%  | 0.27%  | 0.21%  | 0.08%  | 0.13%  | 0.12%  | 0.14%  | 0.16%  | 0.17%  | 0.15%  | 0.17%  | 0.23%  | 0.41%  | 0.25%  | 0.27%  | 0.33%  | 0.84%  | 1.40%  | 2.25%  | 1.34%  | 0.61%  |        |
| オランダ・ギルダー         |                                                                                     |        |        |        |        |        |        |        |        |        |        |        |        |        |        |        |        |        |        |        | 0.32%  | 1.15%  | 0.78%  | 0.89%  | 0.66%  | 0.08%  |        |
| ドイツマルク               |                                                                                     |        |        |        |        |        |        |        |        |        |        |        |        |        |        |        |        |        |        |        | 15.75% | 19.83% | 13.74% | 12.92% | 6.62%  | 1.94%  | 0.17%  |
| フランス・フラン           |                                                                                     |        |        |        |        |        |        |        |        |        |        |        |        |        |        |        |        |        |        |        | 2.35%  | 2.71%  | 0.58%  | 0.97%  | 1.16%  | 0.73%  | 1.11%  |
| その他                     | 2.51%                                                                               | 2.48%  | 2.50%  | 2.37%  | 2.86%  | 2.83%  | 2.84%  | 3.26%  | 5.49%  | 4.43%  | 3.04%  | 2.20%  | 1.83%  | 1.81%  | 1.74%  | 1.87%  | 2.01%  | 1.58%  | 1.31%  | 1.49%  | 4.87%  | 4.89%  | 2.13%  | 1.29%  | 1.58%  | 0.43%  | 0.03%  |
|                            | 出典：World Currency Composition of Official Foreign Exchange Reserves 国際通貨基金 |        |        |        |        |        |        |        |        |        |        |        |        |        |        |        |        |        |        |        |        |        |        |        |        |        |        |